# Chiesa di Brou
La chiesa di Brou, nota anche come chiesa di San Nicola da Tolentino, è un edificio religioso che fa parte del monastero reale di Brou, vicino a Bourg-en-Bresse in Francia.

## Storia
Essa venne fatta costruire da Margherita d'Austria (1480-1530), figlia dell'imperatore Massimiliano I e nipote di Carlo il Temerario, vedova del duca di Savoia Filiberto II, detto Filiberto il bello, e zia di Carlo V. È un capolavoro del gotico fiammeggiante all'inizio del XVI secolo in Francia, edificata tra il 1505 ed il 1536. Nella chiesa non è mai stata celebrata la messa tant'è che viene considerato il luogo sconsacrato di Francia più visitato.
Il monastero di Brou, con la sua chiesa sontuosa e i tre chiostri, fu edificato fra il 1506 e il 1532 nelle campagne attorno a Bourg-en-Bresse, allora parte del ducato di Savoia. Ora è inglobato nella periferia della città, a circa un chilometro dal centro. Il quartiere di Brou, un tempo villaggio autonomo, possiede, con la chiesa e il monastero ora museo, un superbo complesso architettonico.
All'interno della chiesa, oltre alla stessa Margherita d'Asburgo, sono inumati: 
- Margherita di Borbone, moglie di Filippo II, figlia del duca Pietro I di Borbone e della principessa Isabella di Valois;
- Filiberto II, figlio di Filippo II di Savoia e Margherita di Borbone.

## Galleria d'immagini

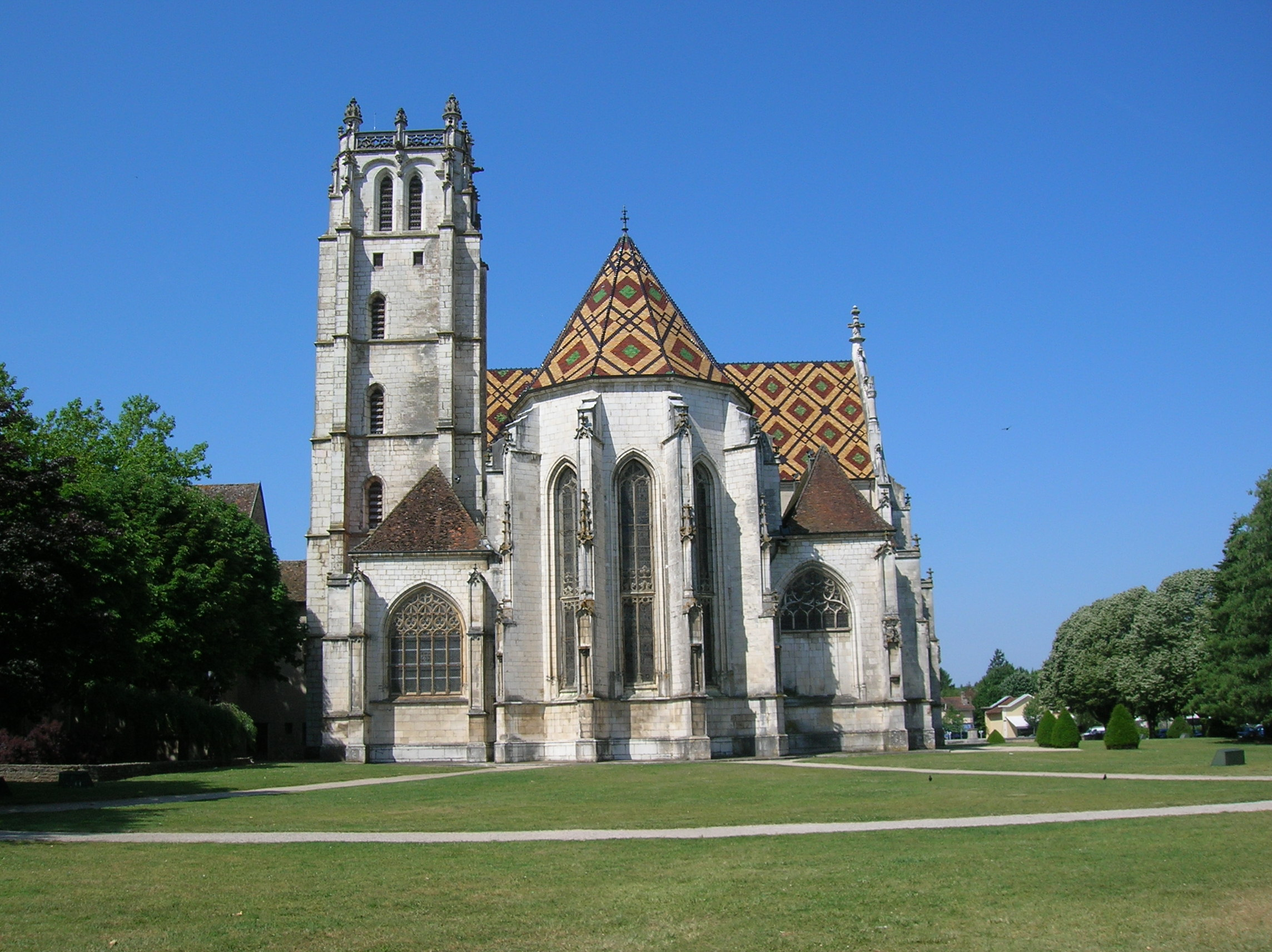
Esterno della chiesa
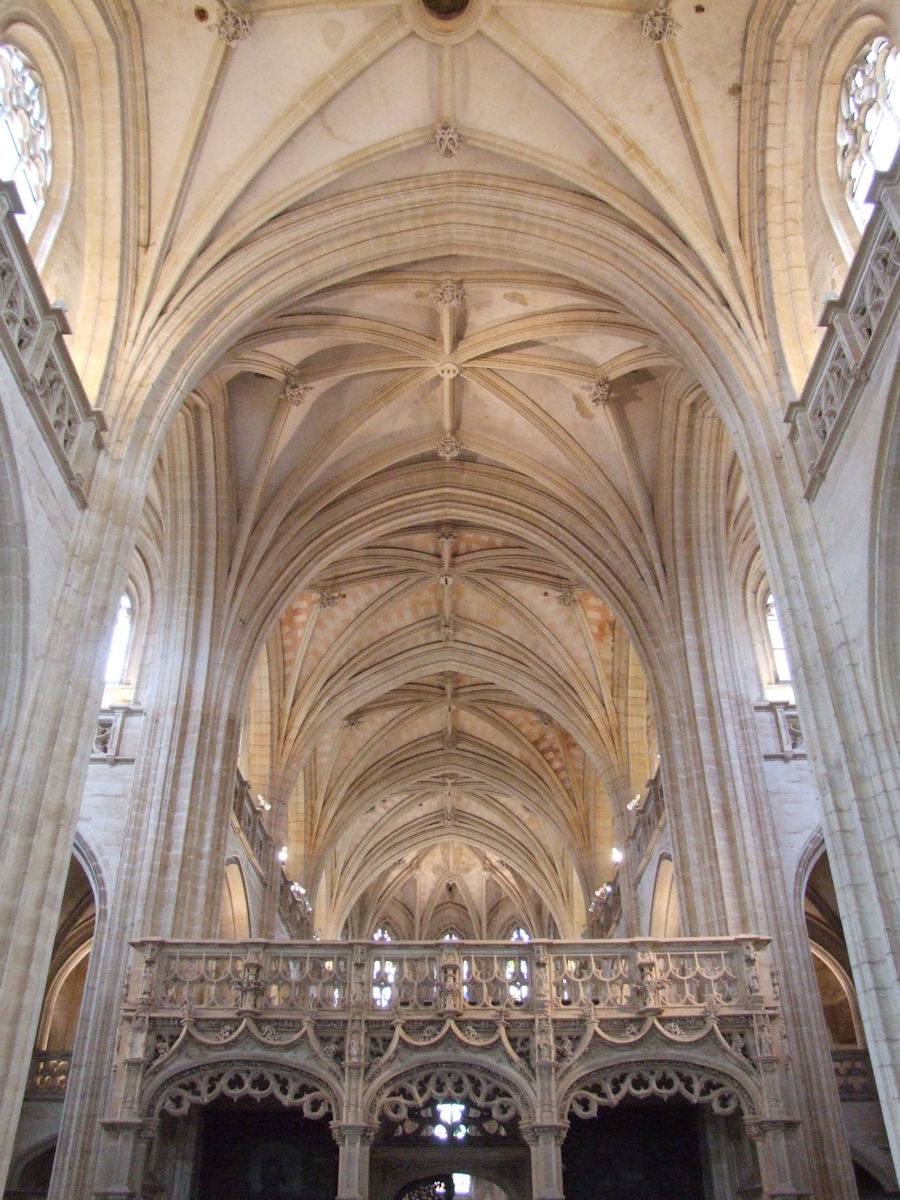
Interno
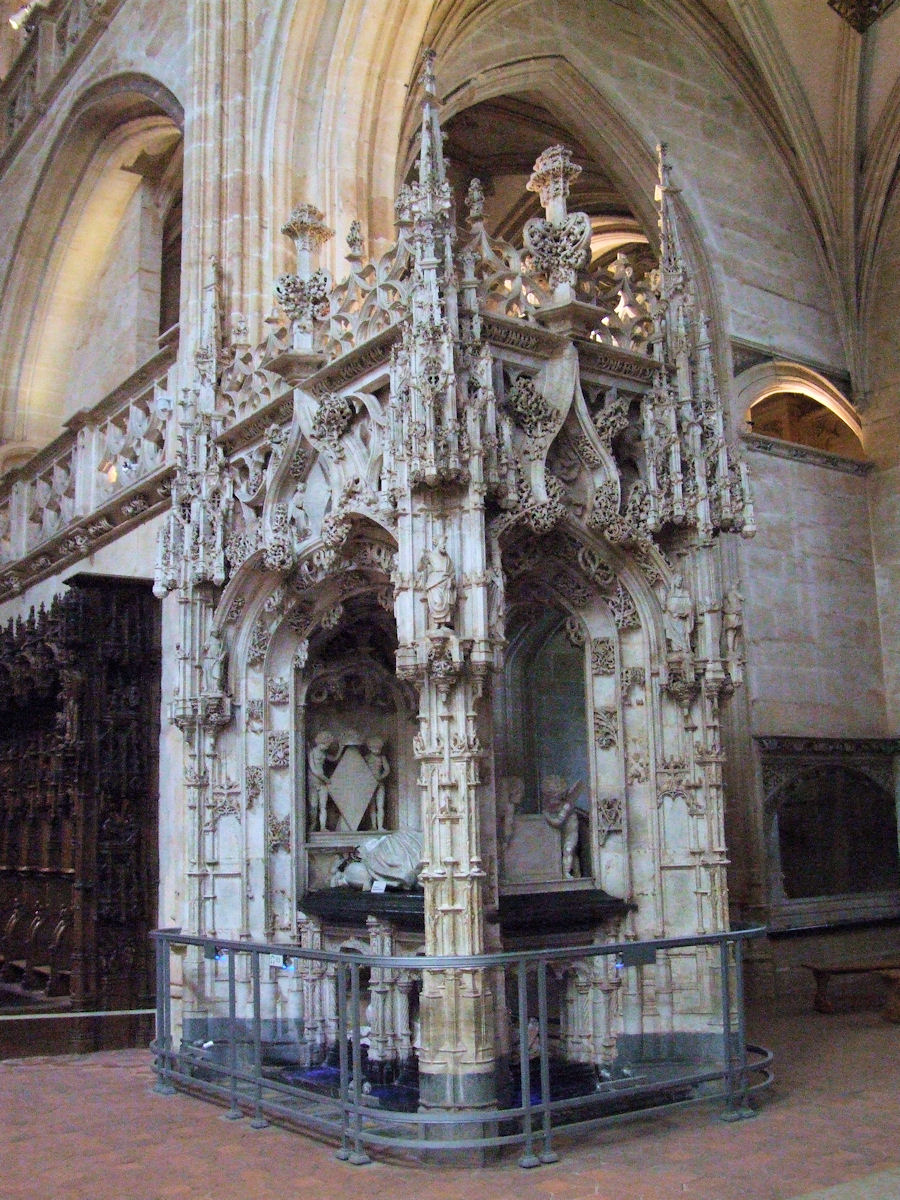
Tomba di Margherita d'Asburgo
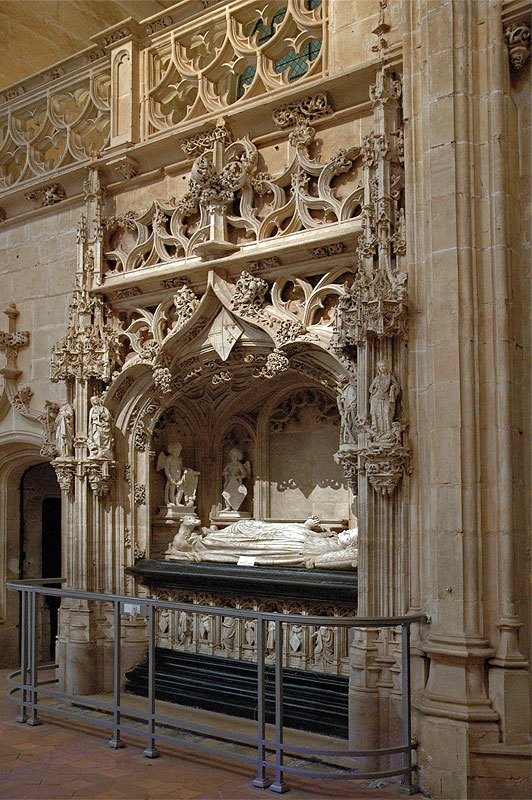
Tomba di Margherita di Borbone-Clermont